# Adam Cooper (tancerz)
Adam Cooper (ur. 22 lipca 1971 roku w Tooting w Londynie) – brytyjski aktor, choreograf, tancerz i dyrektor teatralny. Miał swój udział w takich pokazach jak On Your Toes, Deszczowa piosenka i Grand Hotel. Rozpoczął swoją karierę jako tancerz w balecie klasycznym i w balecie współczesnym. W 1995 zagrał główną rolę Łabędzia/Obcego w adaptacji  Jeziora Łabędziego w reżyserii Matthew Bourne'a.